# Polen op de Olympische Winterspelen 2006
Tijdens de Olympische Winterspelen van 2006 die in Turijn werden gehouden nam Polen voor de twintigste keer deel en is daarmee een van de twaalf landen die aan alle edities van de Winterspelen heeft deelgenomen.
Polen werd door 46 deelnemers vertegenwoordigd op deze editie, ze namen deel in elf takken van sport. Er werd één zilveren medaille in de biatlon en één bronzen medaille bij het langlaufen behaald en eindigden daar mee op de twintigste plaats in het medailleklassement.

## Medailles
Voor beide medaillewinnaars, biatleet Tomasz Sikora en langlaufster Justyna Kowalczyk was het hun eerste olympische medaille.
| Sport      | Naam              | Discipline                            | Medaille |
| ---------- | ----------------- | ------------------------------------- | -------- |
| Biatlon    | Tomasz Sikora     | 15 km massastart, mannen              | Zilver   |
| Langlaufen | Justyna Kowalczyk | 30 km vrije stijl massastart, vrouwen | Brons    |

## Deelnemers en resultaten

### Alpineskiën
| Olympiër             | Discipline       | Resultaat | Prestatie                                       |
| -------------------- | ---------------- | --------- | ----------------------------------------------- |
| Michał Kałwa         | afdaling (m)     | 44e       | 1.56,81                                         |
| Michał Kałwa         | combinatie (m)   | dnf       | afdaling: 1.42,72 slalom: 1e run niet gefinisht |
| Michał Kałwa         | slalom (m)       | dnf       | 1e run 59,82; 2e run niet gefinisht             |
| Michał Kałwa         | super-g (m)      | 45e       | 1.36,25                                         |
|                      |                  |           |                                                 |
| Katarzyna Karasińska | slalom (v)       | 30e       | 1.34,30 1e run 45,41; 2e run 48,89              |
| Dagmara Krzyżyńska   | reuzenslalom (v) | 25e       | 2.15,91 1e run 1.03,86; 2e run 1.12,05          |

### Biatlon
| Olympiër                                                                  | Discipline                | Resultaat | Prestatie                                                      |
| ------------------------------------------------------------------------- | ------------------------- | --------- | -------------------------------------------------------------- |
| Tomasz Sikora                                                             | 20 km (m)                 | 21e       | 57.22,1 (3)                                                    |
| Tomasz Sikora                                                             | 10 km sprint (m)          | 20e       | 27.54,3 (2)                                                    |
| Tomasz Sikora                                                             | 12,5 km achtervolging (m) | 18e       | + 2.11,4 (6)                                                   |
| Tomasz Sikora                                                             | 15 km massastart (m)      | Zilver    | 47.26,3 (1)                                                    |
| Wiesław Ziemianin                                                         | 20 km (m)                 | 53e       | 1:01.16,0 (4)                                                  |
| Wiesław Ziemianin                                                         | 10 km sprint (m)          | 26e       | 28.10,1 (0)                                                    |
| Wiesław Ziemianin                                                         | 12,5 km achtervolging (m) | 30e       | + 3.22,1 (1)                                                   |
| Grzegorz Bodziana                                                         | 20 km (m)                 | 73e       | 1:03.39,6 (5)                                                  |
| Grzegorz Bodziana                                                         | 10 km sprint (m)          | 69e       | 30.08,4 (1)                                                    |
| Krzysztof Pływaczyk                                                       | 20 km (m)                 | 76e       | 1:04.12,9 (4)                                                  |
| Michał Piecha                                                             | 10 km sprint (m)          | 66e       | 30.01,6 (2)                                                    |
| team: Wiesław Ziemianin Tomasz Sikora Michał Piecha Krzysztof Pływaczyk   | 4x 7,5 km (m)             | 13e       | 1:26.57,0 (12) 20.56,5 (1) 20.01,2 (1) 23.77,6 (7) 22.21,7 (3) |
|                                                                           |                           |           |                                                                |
| Magdalena Gwizdoń                                                         | 15 km (v)                 | 33e       | 55.17,5 (4)                                                    |
| Magdalena Gwizdoń                                                         | 7,5 km sprint (v)         | 20e       | 23.54,7 (1)                                                    |
| Magdalena Gwizdoń                                                         | 10 km achtervolging (v)   | 21e       | + 4.29,0 (4)                                                   |
| Magdalena Gwizdoń                                                         | 12,5 km massastart (v)    | 29e       | 45.49,5 (5)                                                    |
| Krystyna Pałka                                                            | 15 km (v)                 | 5e        | 51.50,7 (0)                                                    |
| Krystyna Pałka                                                            | 7,5 km sprint (v)         | 25e       | 24.07,3 (1)                                                    |
| Krystyna Pałka                                                            | 10 km achtervolging (v)   | 37e       | + 6.42,9 (6)                                                   |
| Krystyna Pałka                                                            | 12,5 km massastart (v)    | 30e       | 46.31,5 (3)                                                    |
| Magdalena Nykiel                                                          | 7,5 km sprint (v)         | 56e       | 25.32,2 (1)                                                    |
| Magdalena Nykiel                                                          | 10 km achtervolging (v)   |           | ingehaald; geen klassering                                     |
| Katarzyna Ponikwia                                                        | 15 km (v)                 | 56e       | 57.32,7 (4)                                                    |
| Katarzyna Ponikwia                                                        | 7,5 km sprint (v)         | 63e       | 26.17,3 (1)                                                    |
| Magdalena Grzywa                                                          | 15 km (v)                 | 71e       | 1:00.41,3 (7)                                                  |
| team Krystyna Pałka Magdalena Gwizdoń Katarzyna Ponikwia Magdalena Grzywa | 4x 6 km (v)               | 7e        | 1:20.29,3 (8) 20.11,1 (2) 19.39,3 (3) 20.15,5 (2) 20.23,4 (0)  |

### Bobsleeën
| Olympiër                                                                                    | Discipline    | Resultaat | Prestatie                                                       |
| ------------------------------------------------------------------------------------------- | ------------- | --------- | --------------------------------------------------------------- |
| Dawid Kupczyk Mariusz Latkowski Marcin Płacheta Michał Zblewski Ireneusz Żurawicz (reserve) | 4-mansbob (m) | 15e       | 3.43,02 1e run: 55,89 2e run: 55,79 3e run: 55,85 4e run: 55,49 |

### Kunstrijden
| Olympiër                       | Discipline | Resultaat | Prestatie                                                             |
| ------------------------------ | ---------- | --------- | --------------------------------------------------------------------- |
| Mariusz Siudek Dorota Zagórska | paren      | 9e        | 165.95 punten 56.10 korte kür 109.85 vrije kür                        |
| Michał Zych Aleksandra Kauc    | ijsdansen  | 21e       | 136.60 punten 24.93 verplicht kür 42.06 originele kür 69.61 vrije kür |

### Langlaufen
| Olympiër                        | Discipline              | Resultaat | Prestatie                   |
| ------------------------------- | ----------------------- | --------- | --------------------------- |
| Janusz Krężelok                 | 15 km klassiek (m)      | 26e       |                             |
| Janusz Krężelok                 | 1,5 km sprint (m)       | 19e       |                             |
| Maciej Kreczmer                 | 1,5 km sprint (m)       | 33e       | kwalificatie: 2.20,83       |
| Maciej Kreczmer Janusz Krężelok | 1,5 km sprint team (m)  | 7e        | HF: 17.27,1 (5e) F: 17.36,3 |
|                                 |                         |           |                             |
| Justyna Kowalczyk               | 15 km klassiek (v)      | 8e        | 43.25,6                     |
| Justyna Kowalczyk               | 10 km achtervolging (v) | dnf       | niet gefinisht              |
| Justyna Kowalczyk               | 1,5 km sprint (v)       | 44e       | kwalificatie: 2.21,19       |
| Justyna Kowalczyk               | 30 km massastart (v)    | Brons     | 1:22.27,5                   |

### Rodelen
| Olympiër                            | Discipline     | Resultaat | Prestatie                                                          |
| ----------------------------------- | -------------- | --------- | ------------------------------------------------------------------ |
| Krzysztof Lipiński Marcin Piekarski | 2-persoons (m) | 17e       | 1.38,445 1e run 49,829; 2e run 48,616                              |
|                                     |                |           |                                                                    |
| Ewelina Staszulonek                 | 1-persoon (v)  | 15e       | 3.12,179 1e run 48,653; 2e run 47,666 3e run 48,293; 4e run 47,567 |

### Schaatsen
| Olympiër            | Discipline | Resultaat | Prestatie                    |
| ------------------- | ---------- | --------- | ---------------------------- |
| Artur Waś           | 500 m (m)  | 32e       | 1.13,04 (36,43 + 36,61)      |
| Maciej Ustynowicz   | 500 m (m)  | 36e       | 1.28,01 (36,09 + 51,92, val) |
| Maciej Ustynowicz   | 1000 m (m) | dsq       | gediskwalificeerd            |
| Konrad Niedźwiedzki | 1000 m (m) | 13e       | 1.09,95                      |
| Konrad Niedźwiedzki | 1500 m (m) | 12e       | 1.48,09                      |
| Paweł Zygmunt       | 5000 m (m) | 18e       | 6.35,01                      |
|                     |            |           |                              |
| Katarzyna Wójcicka  | 1000 m (v) | 8e        | 1.17,28                      |
| Katarzyna Wójcicka  | 1500 m (v) | 11e       | 1.59,96                      |
| Katarzyna Wójcicka  | 3000 m (v) | 10e       | 4.09,61                      |
| Katarzyna Wójcicka  | 5000 m (v) | 16e       | 7.28,09                      |

### Schansspringen
| Olympiër                                          | Discipline     | Resultaat    | Prestatie                                                           |
| ------------------------------------------------- | -------------- | ------------ | ------------------------------------------------------------------- |
| Adam Małysz                                       | K-90 (m)       | 7e           | kwalificatie: 130.5 finale: 261.0 (130.0 + 131.0)                   |
| Adam Małysz                                       | K-120 (m)      | 14e          | kwalificatie: 114.0 finale: 222.7 (111.4 + 111.3)                   |
| Kamil Stoch                                       | K-90 (m)       | 16e          | kwalificatie: 122.5 finale: 247.0 (125.5 + 121.5)                   |
| Kamil Stoch                                       | K-120 (m)      | 26e          | kwalificatie: 83.0 finale: 200.0 (96.2 + 103.8)                     |
| Robert Mateja                                     | K-90 (m)       | 25e          | kwalificatie: 127.0 finale: 229.0 (115.0 + 114.0)                   |
| Robert Mateja                                     | K-120 (m)      | 38e          | kwalificatie: 80.3 finale: - (84.8 + -)                             |
| Stefan Hula                                       | K-90 (m)       | 29e          | kwalificatie: 110.5 finale: 218.0 (115.5 + 102.5)                   |
| Rafał Śliż                                        | K-120 (m)      | kwalificatie | kwalificatie: 63.1                                                  |
| Stefan Hula Kamil Stoch Robert Mateja Adam Małysz | K-120 team (m) | 5e           | 894.40 punten 90.90 + 101.20 108.10 + 112.60 116.30 + 110.80 124.60 |

### Shorttrack
| Olympiër        | Discipline | Resultaat | Prestatie                                    |
| --------------- | ---------- | --------- | -------------------------------------------- |
| Dariusz Kulesza | 500 m (m)  | dsq       | serie 1: 43,412 (2e) KF 4: gediskwalificeerd |
| Dariusz Kulesza | 1000 m (m) | 11e       | serie 5: 1.29,102 (2e) KF 2: 1.30,556 (4e)   |
| Dariusz Kulesza | 1500 m (m) | 22e       | serie 1: 2.24,118 (5e)                       |

### Skeleton
| Olympiër        | Discipline    | Resultaat | Prestatie                   |
| --------------- | ------------- | --------- | --------------------------- |
| Monika Wołowiec | 1-persoon (v) | 15e       | 2.05,30 (1.02,31 + 1.02,99) |

### Snowboarden
| Olympiër                 | Discipline                | Resultaat    | Prestatie                                                   |
| ------------------------ | ------------------------- | ------------ | ----------------------------------------------------------- |
| Michał Ligocki           | half-pipe (m)             | kwalificatie | kwalificatie: 29e; 1e run 11.60; 2e run 26.90               |
| Michał Ligocki           | snowboard cross (m)       | 1/8F         | kwalificatie: 1e run 1.23,35; 2e run 1.21,81 KF 4: 4e (20e) |
| Mateusz Ligocki          | half-pipe (m)             | kwalificatie | kwalificatie: 44e; 1e run 11.30; 2e run 4.0;                |
| Mateusz Ligocki          | half-pipe (m)             | kwalificatie | kwalificatie: 44e; 1e run 11.30; 2e run 4.0;                |
| Rafał Skarbek-Malczewski | snowboard cross (m)       | 1/8F         | kwalificatie: 1e run 1.24,70; 2e run 1.22,07 KF 1: 4e (22e) |
|                          |                           |              |                                                             |
| Paulina Ligocka          | half-pipe (v)             | kwalificatie | kwalificatie: 17e; 1e run 31.80; 2e run 31.80               |
| Jagna Marczułajtis       | parallel reuzenslalom (v) | kwalificatie | kwalificatie: 17e; 1.23,12 1e run 40,60; 2e run 42,52       |
| Blanka Isielonis         | parallel reuzenslalom (v) | kwalificatie | kwalificatie: 27e; 1.25,87 1e run 42,86; 2e run 43,01       |

Albanië · Algerije · Amerikaanse Maagdeneilanden · Andorra · Argentinië · Armenië · Australië · Azerbeidzjan · België · Bermuda · Bosnië en Herzegovina · Brazilië · Bulgarije · Canada · Chili · China · Chinees Taipei · Costa Rica · Cyprus · Denemarken · Duitsland · Estland · Ethiopië · Finland · Frankrijk · Georgië · Griekenland · Groot-Brittannië · Hongarije · Hongkong · Ierland · IJsland · India · Iran · Israël · Italië · Japan · Kazachstan · Kenia · Kirgizië · Kroatië · Letland · Libanon · Liechtenstein · Litouwen · Luxemburg · Macedonië · Madagaskar · Moldavië · Monaco · Mongolië · Nederland · Nepal · Nieuw-Zeeland · Noord-Korea · Noorwegen · Oekraïne · Oezbekistan · Oostenrijk · Polen · Portugal · Roemenië · Rusland · San Marino · Senegal · Servië en Montenegro · Slovenië · Slowakije · Spanje · Tadzjikistan · Thailand · Tsjechië · Turkije · Venezuela · Verenigde Staten · Wit-Rusland · Zuid-Afrika · Zuid-Korea · Zweden · Zwitserland